# (How Much Is) That Doggie in the Window
«(How Much Is) That Doggie in the Window?» — популярная песня 1950-х годов жанра «новелти», написанная в 1952 году Бобом Мерриллом.
Самая известная версия песни была записана в декабре 1952 года Патти Пейдж, выпущена Mercury Records (с «My Jealous Eyes» на обороте) и поднялась до #1 в 1953 году, в списках Billboard и Cash Box.
В Великобритании продукция Mercury распространялась недостаточно активно, и сингл поднялся лишь до #9 в UK Singles Chart. Более известной здесь оказалась версия Литы Розы, возглавившая британский хит-парад в марте 1953 года.
Другие известные кавер-версии песни записали исполнительница регги Барбара Джонс для Trojan Records, а также Homer and Jethro, чей пародийный вариант назывался: «Почём эта гончая на витрине?» (англ. How Much Is That Hound Dog in the Window?).

## Сюжет
Повествование в песне ведётся от лица девушки, которая направляется в Калифорнию и, чтобы возлюбленный не чувствовал себя одиноким и был защищён от грабителей, покупает ему собачку, которую видит на витрине.